# Lasiopogon tarsalis
Lasiopogon tarsalis là một loài ruồi trong họ Asilidae. Lasiopogon tarsalis được Loew miêu tả năm 1847. Loài này phân bố ở vùng Cổ Bắc giới và châu Á.